# Chalcides levitoni
Espèce
Statut de conservation UICN

 DD  : Données insuffisantes
Chalcides levitoni est une espèce de sauriens de la famille des Scincidae.

## Répartition
Cette espèce est endémique de la province de Jizan en Arabie saoudite.

## Étymologie
Cette espèce est nommée en l'honneur d'Alan Edward Leviton.

## Publication originale
- Pasteur, 1978 : Note sur les sauriens du genre Chalcides. III. Description de Chalcides levitoni n. sp. D'Arabie Saoudite (Reptilia, Lacertilia, Scincidae). Journal of Herpetology, vol. 12, no 3, p. 371-372.